# Ulodidae
Ulodidae es una pequeña familia de coleópteros polífagos. Es originaria de Australia, Nueva Zelanda y Nueva Caledonia.

## Géneros
- Arthopus - Brouniphylax - Dipsaconia - Exohadrus - Ganyme - Meryx - Notocerastes - Phaennis - Pteroderes - Syrphetodes - Trachyderas - Trachyderastes - Ulodes - †Waitomophylax